# Alina Rîpanu
Alina Rîpanu (n. 29 octombrie 1981, Târgu Neamț, România) este o fostă alergătoare română, specializată în probe de 400 și 800 de metri.

## Carieră
A început atletismul la vârsta de 11 ani. Prima ei performanță notabilă a fost medalia de argint obținută în 1997 la Campionatul European de Juniori (sub 20) de la Ljubljana la 400 m. La Campionatul Mondial de Juniori (sub 20) din 1998 de la Annecy a obținut locul 4. În același an a participat la Campionatul European de la Budapesta, unde ștafeta română de 4×400 m (Otilia Ruicu, Alina Rîpanu, Mariana Florea, Ionela Târlea) s-a clasat pe locul 4.
La Campionatul Mondial dîn sală din 1999 de la Maebashi s-a clasat pe locul pe locul 11. La Cupa Europei de la Paris ea a câștigat medalia de argint cu ștafeta României (Otilia Ruicu-Eșanu, Alina Rîpanu, Ana Maria Barbu, Ionela Târlea), stabilind un nou record național cu un timp de 3:25,68 min. La Campionatul European în sală din 2000 de la Gent a câștigat medalia de bronz cu ștafeta României (Georgeta Lazăr, Anca Safta, Otilia Ruicu, Alina Rîpanu) și în proba de 800 m s-a clasat pe locul 8. În același an a participat la Campionatul Mondial de Juniori (sub 20) de la Santiago. A obținut locul 4 la 800 m și a câștigat medalia de bronz cu ștafeta României.
În anul 2003 Alina Rîpanu s-a clasat pe locul 6 la Campionatul European de Tineret (sub 23) de la Bydgoszcz. Anul următor, ștafeta României (Angela Moroșanu, Alina Rîpanu, Maria Rus, Ionela Târlea) a câștigat medalia de bronz la Campionatul Mondial în sală de la Budapesta, stabilind un nou record național în sală cu un timp de 3:30,06 min. Tot în 2004 a participat la Jocurile Olimpice de la Atena unde această ștafetă de 4x400 m a ajuns pe locul 6. În 2005 a participat la Campionatul Mondial de la Helsinki dar nu a reușit să avanseze în finală.
În 2004 ea a primit Medalia „Meritul Sportiv” clasa I.

## Realizări
| An   | Competiție                               | Locație             | Loc | Eveniment | Note    |
| ---- | ---------------------------------------- | ------------------- | --- | --------- | ------- |
| 1997 | Campionatul European de Juniori (sub 20) | Ljubljana, Slovenia | 2   | 400 m     | 53,10   |
| 1997 | Campionatul European de Juniori (sub 20) | Ljubljana, Slovenia | 6   | 4x400 m   | 3:36,74 |
| 1998 | Campionatul Mondial de Juniori (sub 20)  | Annecy, Franța      | 6   | 400 m     | 52,89   |
| 1998 | Campionatul Mondial de Juniori (sub 20)  | Annecy, Franța      | 5   | 4x400 m   | 3:37,41 |
| 1998 | Campionatul European                     | Budapesta, Ungaria  | 21  | 400 m     | 53,35   |
| 1998 | Campionatul European                     | Budapesta, Ungaria  | 4   | 4x400 m   | 3:27,24 |
| 1999 | Campionatul Mondial în sală              | Maebashi, Japonia   | 11  | 400 m     | 53,29   |
| 1999 | Cupa Europei                             | Paris, Franța       | 2   | 4x400 m   | 3:25,68 |
| 2000 | Campionatul European în sală             | Gent, Belgia        | 8   | 800 m     | 2:03,78 |
| 2000 | Campionatul European în sală             | Gent, Belgia        | 3   | 4x400 m   | 3:36,28 |
| 2000 | Campionatul Mondial de Juniori (sub 20)  | Santiago, Chile     | 4   | 800 m     | 2:04,60 |
| 2000 | Campionatul Mondial de Juniori (sub 20)  | Santiago, Chile     | 3   | 4x400 m   | 3:34,49 |
| 2003 | Campionatul European de Tineret (sub 23) | Bydgoszcz, Polonia  | 6   | 800 m     | 2:06,41 |
| 2004 | Campionatul Mondial în sală              | Budapesta, Ungaria  | 3   | 4x400 m   | 3:30,06 |
| 2004 | Jocurile Olimpice                        | Atena, Grecia       | 6   | 4x400 m   | 3:26,81 |
| 2005 | Campionatul Mondial                      | Helsinki, Finlanda  | 10  | 4x400 m   | 3:30,97 |

## Recorduri personale
| Probă           | Performanță | Dată              | Locație   |
| --------------- | ----------- | ----------------- | --------- |
| 400 m           | 52,73       | 16 mai 1999       | Constanța |
| 800 m           | 2:01,96     | 23 mai 1999       | Constanța |
| 4x400 m         | 3:25,68 RN  | 20 iunie 1999     | Paris     |
| 400 m în sală   | 52,64       | 5 martie 1999     | Maebashi  |
| 800 m în sală   | 2:03,78     | 25 februarie 2000 | Gent      |
| 4x400 m în sală | 3:30,06 RN  | 7 martie 2004     | Budapesta |